# 張穀 (成化己丑進士)
張穀（1435年—？），字伯祿，福建福州府福清縣人。明朝政治人物。進士出身。

## 生平
成化四年，福建戊子乡试中舉。成化五年，登己丑科會試中進士，擔任广东按察使佥事。

## 家族
曾祖張子仁。祖父張源。父亲張文簡。